# Mother McCree's Uptown Jug Champions
Mother McCree's Uptown Jug Champions è stato un gruppo musicale folk, fondato nel 1964, dalle cui ceneri sono nati i Grateful Dead.

## Storia
Il progetto si interruppe nel 1965 quando Jerry, Bob e Ron sciolsero la band per formare "The Warlocks", che presto divennero i Grateful Dead.
L'unica registrazione superstite degli Uptown Jug Champions di Mother McCree è una singola esibizione dal vivo al The Tangent di Palo Alto nel 1964. Dopo essere stato considerato perso per diversi decenni, il nastro è stato trovato in un attico e pubblicato su CD nel 1999.
All'interno del CD è contenuta un'intervista al gruppo, dal valore storico, molto importante alla luce del loro successo futuro come Grateful Dead.

## Formazione
Il gruppo era composto da sei elementi:
- Jerry Garcia (chitarra, kazoo, banjo e voce);
- Bob Weir (chitarra, bidofono, kazoo, voce);
- Ron "Pigpen" McKernan (armonica e voce);
- Tom Stone (banjo, mandolino, chitarra e voce);
- Dave Parker (washboard, kazoo, voce);
- Michael Garbett (bidofono, chitarra e kazoo)

## Discografia
- Modifica di Mother McCree's Uptown Jug Champions

### Tracce
1. "Overseas Stomp" (Will Shade)
2. "Ain't It Crazy" (Sam "Lightning" Hopkins)
3. Boo Break
4. "Yes She Do, No She Don't" (Peter DeRose, Jo Trent)
5. "Memphis" (Chuck Berry)
6. "Boodle Am Shake" (Jack Palmer, Spencer Williams)
7. "Big Fat Woman" (Huddie Ledbetter)
8. "Borneo" (tradizionale)
9. "My Gal" (tradizionale)
10. "Shake That Thing" (Papa Charlie Jackson)
11. "Beat It On Down the Line" (Jesse Fuller)
12. "Cocaine Habit Blues" (tradizionale)
13. "Beedle Um Bum" (Booker T. Bradshaw)
14. "On the Road Again" (tradizionale)
15. "The Monkey and the Engineer" (Jesse Fuller)
16. "In the Jailhouse Now" (Jimmie Rodgers )
17. "Crazy Words, Crazy Tune" (Jack Yellen, Milton Ager)
18. Intervista al gruppo